# فارغ‌التحصیل بیکار ۲
فارغ‌التحصیل بیکار ۲ (به هندی: Velaiilla Pattadhari 2) فیلمی است محصول سال ۲۰۱۷ و به کارگردانی سونداریا راجینکانت است. در این فیلم بازیگرانی همچون دنوش، کاجول، امالا پال، ویویک، ریتو وارما، هیریشیکش، ساموتیرا کانی، سارانیا پونوانان، آدیت آرون ایفای نقش کرده‌اند.
این فیلم دنباله فیلم فارغ‌التحصیل بیکار است که در سال ۲۰۱۴ اکران شده بود.